# Geondae-ipgu (metropolitana di Seul)
Geondae-ipgu (건대입구역 - 建大入口譯, Geondae-ipgu-yeok), chiamata in inglese Konkuk University Station, è una stazione della metropolitana di Seul di interscambio fra la linea 2 e la linea 7 della metropolitana di Seul. La stazione si trova nel quartiere di Gwangjin-gu, a Seul. Nelle vicinanze si trova il campus principale dell'Università Konkuk.

## Linee
Seoul Metro
● Linea 2 (Codice: 212)
● Linea 7 (Codice: 727)

## Struttura
La linea 2, con due marciapiedi laterali è realizzata su viadotto, mentre la 7, anch'essa con marciapiedi laterali, è sotterranea. Entrambe sono dotate di porte di banchina (a metà altezza per la linea 2).
Linea 2
| Circ. interna | ● Linea 2 | per Jamsil, Seolleung, Gangnam e Gyodae                                   |
| Circ. esterna | ● Linea 2 | per Wangsimni, Dongdaemun History & Culture Park, Euljiro 3-ga e Sicheong |

Linea 7
| Direzione Jangam            | ● Linea 7 | per Gunja, Nowon, Dobongsan e Jangam                            |
| Direzione Bupyeong-gucheong | ● Linea 7 | per Express Bus Terminal, Isu, Daerim, Onsu e Bupyeong-gucheong |

## Stazioni adiacenti
| «                   | Servizio | »                |
| Linea 2             | Linea 2  | Linea 2          |
| ------------------- | -------- | ---------------- |
| Seongsu             | -        | Guui             |
| Linea 7             |          |                  |
| Eorin Idae Gongweon | -        | Ttukseom yuwonji |